# (15403) Mérignac
(15403) Mérignac, désignation internationale (15403) Merignac, est un astéroïde de la ceinture principale.

## Description
(15403) Mérignac est un astéroïde de la ceinture principale. Il fut découvert par Lenka Šarounová le 9 novembre 1997 à l'observatoire d'Ondřejov. Il présente une orbite caractérisée par un demi-grand axe de 2,63 UA, une excentricité de 0,042 et une inclinaison de 4,77° par rapport à l'écliptique.
Il fut nommé en hommage à la ville française de Mérignac, connu pour son bassin d'activités aéronautiques et aérospatiales.

## Compléments